# Armée des Émigrés
Armée des Émigrés var de kontrarevolutionära arméer som bildades utomlands av franska exilrojalister under franska revolutionen, och som deltog i krigshandlingar mot Frankrike från 1791 fram till Napoleon I:s fall 1814, med målet att återinföra den före detta kungafamiljen Bourbon på den franska tronen.
De bildades av franska exilrojalister som hade flytt utomlands efter revolutionens utbrott, ofta men inte alltid av adlig bakgrund, vilka ofta hade militärträning, då detta tillhörde en adelsmans uppgifter. De understödde utländska arméer, men gjorde också interventioner på egen hand, så som under Lyons uppror mot Nationalkonventet. De finansierades av utländska makter, och fick också av kontrarevolutionärer inifrån Frankrike.
Armée des Émigrés var inte någon enhetlig armé utan var ett samlingsnamn på flera arméer av detta slag. En av de mest berömda var Armée de Condé ('Condés armé') som bildades och leddes av Louis Joseph av Bourbon, prins av Condé, och Armée des Princes ('Prinsarnas armé') som  stod under ledarskap av Ludvig XVI:s bröder, prinsarna prins Ludvig och prins Karl. 